# Schwedische Eishockeymeisterschaft 1928
Die Saison 1928 war die siebte Austragung der schwedischen Eishockeymeisterschaft. Meister wurde zum insgesamt fünften Mal in der Vereinsgeschichte der IK Göta.

## Meisterschaft

### Qualifikation
- Djurgårdens IF – Karlbergs BK 5:0

### Halbfinale
- IK Göta – Djurgårdens IF 6:2
- Södertälje SK – Hammarby IF 6:2

### Finale
- IK Göta – Södertälje SK 4:3